# Église des Saints-Jacques-et-Philippe de Montecatini Terme
 (mai 2025).
Si vous disposez d'ouvrages ou d'articles de référence ou si vous connaissez des sites web de qualité traitant du thème abordé ici, merci de compléter l'article en donnant les références utiles à sa vérifiabilité et en les liant à la section « Notes et références ».
L'église des Saints-Jacques-et-Philippe (ou du Carmel) est située à Montecatini Alto, un hameau de Montecatini Terme, dans la province de Pistoia.
Elle a été presque entièrement reconstruite en 1764 dans le style baroque sur un édifice roman, fondé en 1296 par les carmélites, et possède une façade à toit à pignon.
L'intérieur est à nef unique et conserve un bénitier empilé en marbre blanc sculpté (XIXe siècle), une toile représentant saint Antoine de Padoue et l'Enfant Jésus entre deux saints (fin XVIe siècle), un retable-reliquaire en bois sculpté et doré (XVIIIe siècle), au centre de laquelle se trouve un tableau du XIVe siècle avec la Vierge allaitant l'Enfant Jésus, une toile du XVIIIe siècle avec Tobiolo et l'ange avec un Saint Évêque, Saint Joseph avec la Vierge et l'Enfant Jésus, ainsi que le Mariage mystique de Sainte Catherine de l'école florentine de la seconde moitié du XVIe siècle.

## Galerie

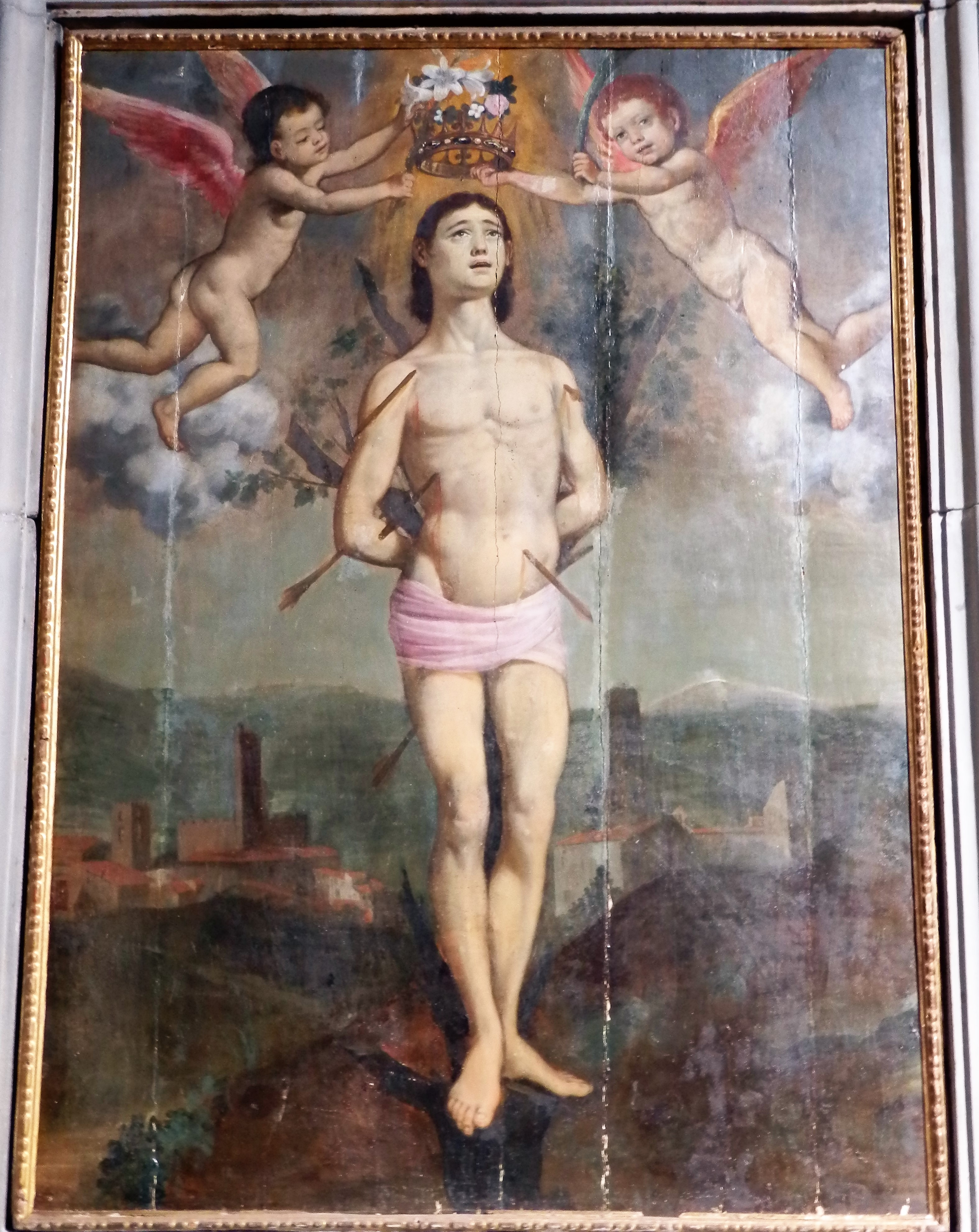
Peinture à l'intérieur de l'église des Saints Jacques Philippe.
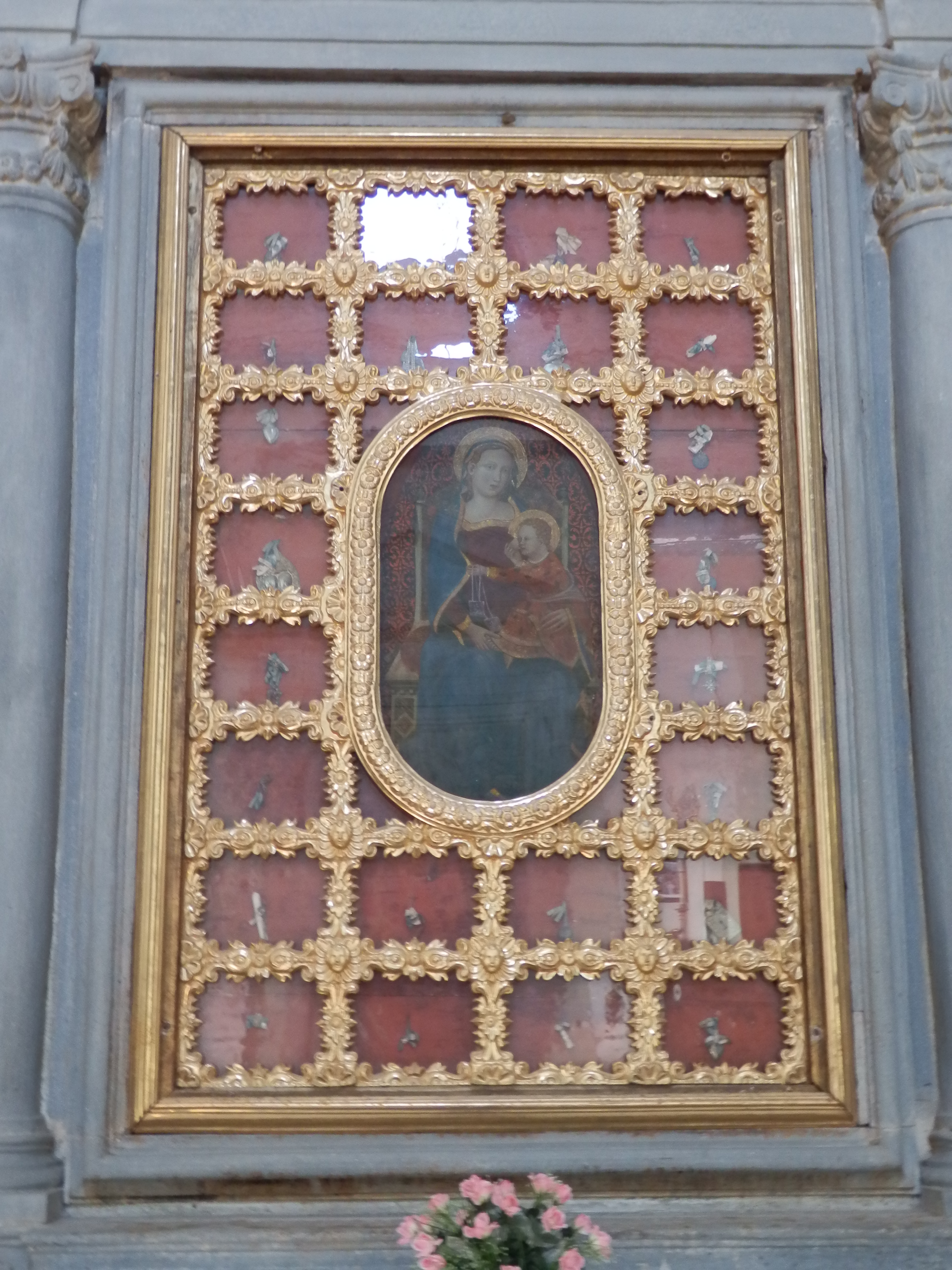
La Vierge à l'Enfant.
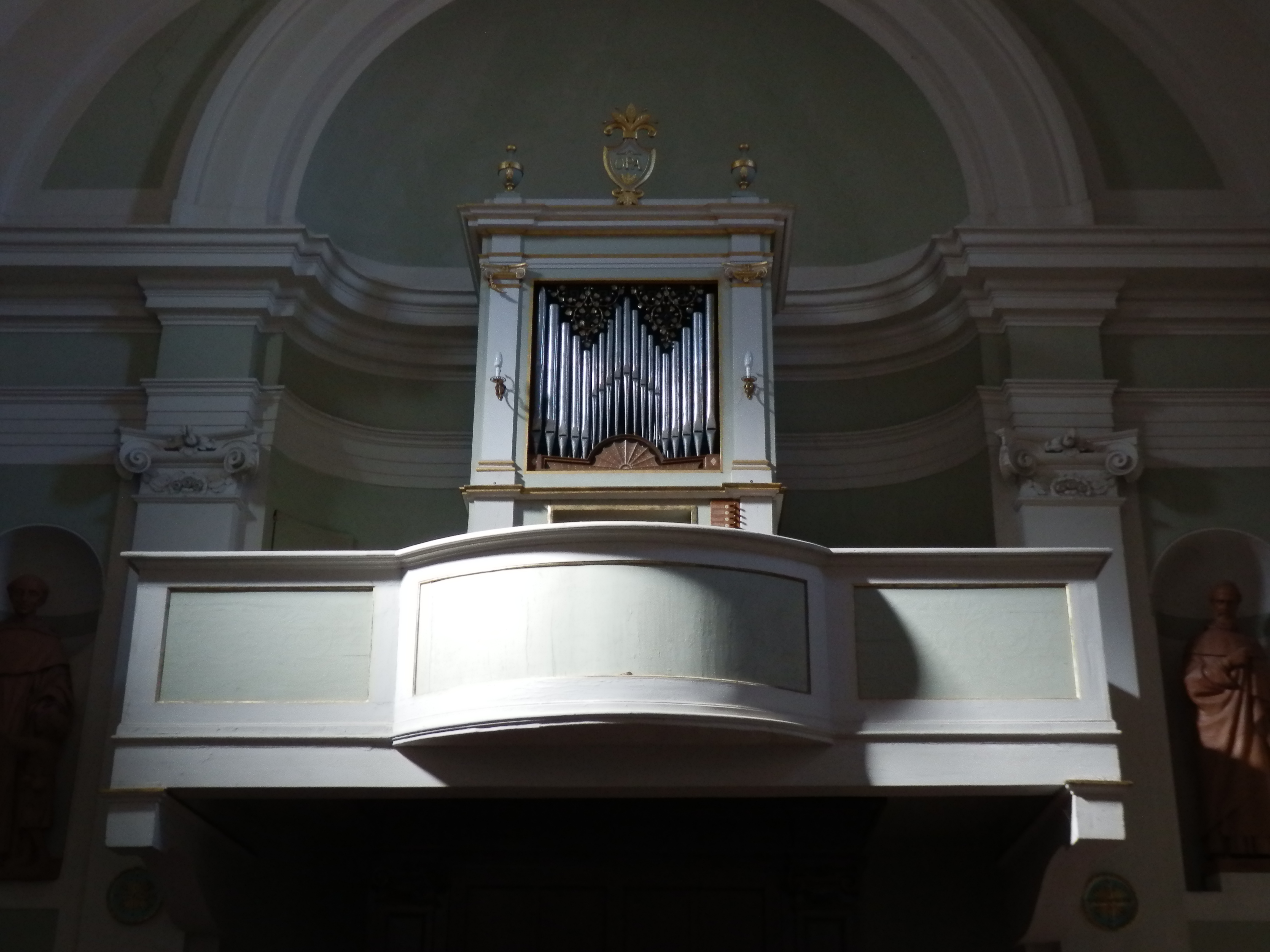
L'orgue de l'église.
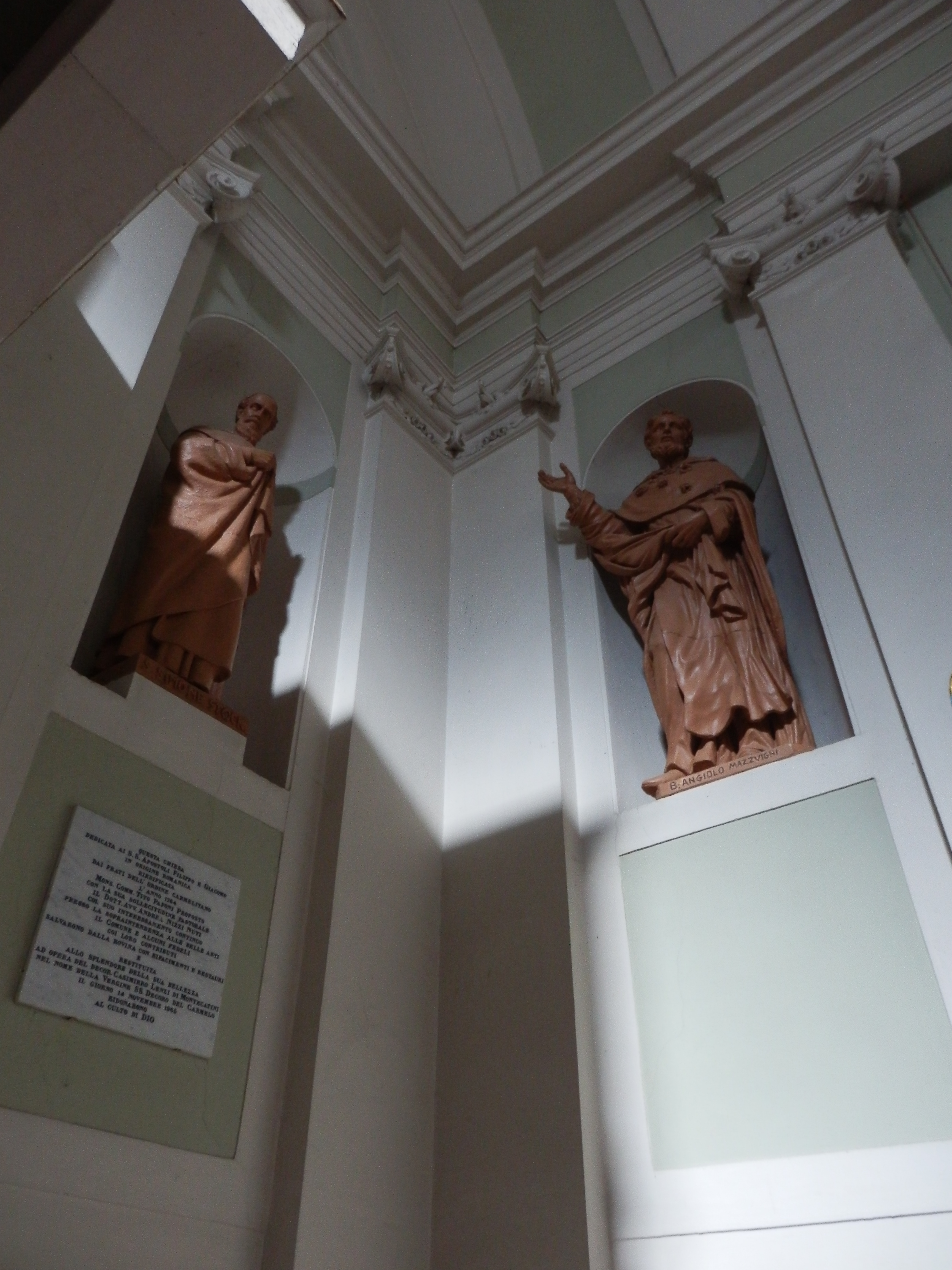
Statues dans l'église.
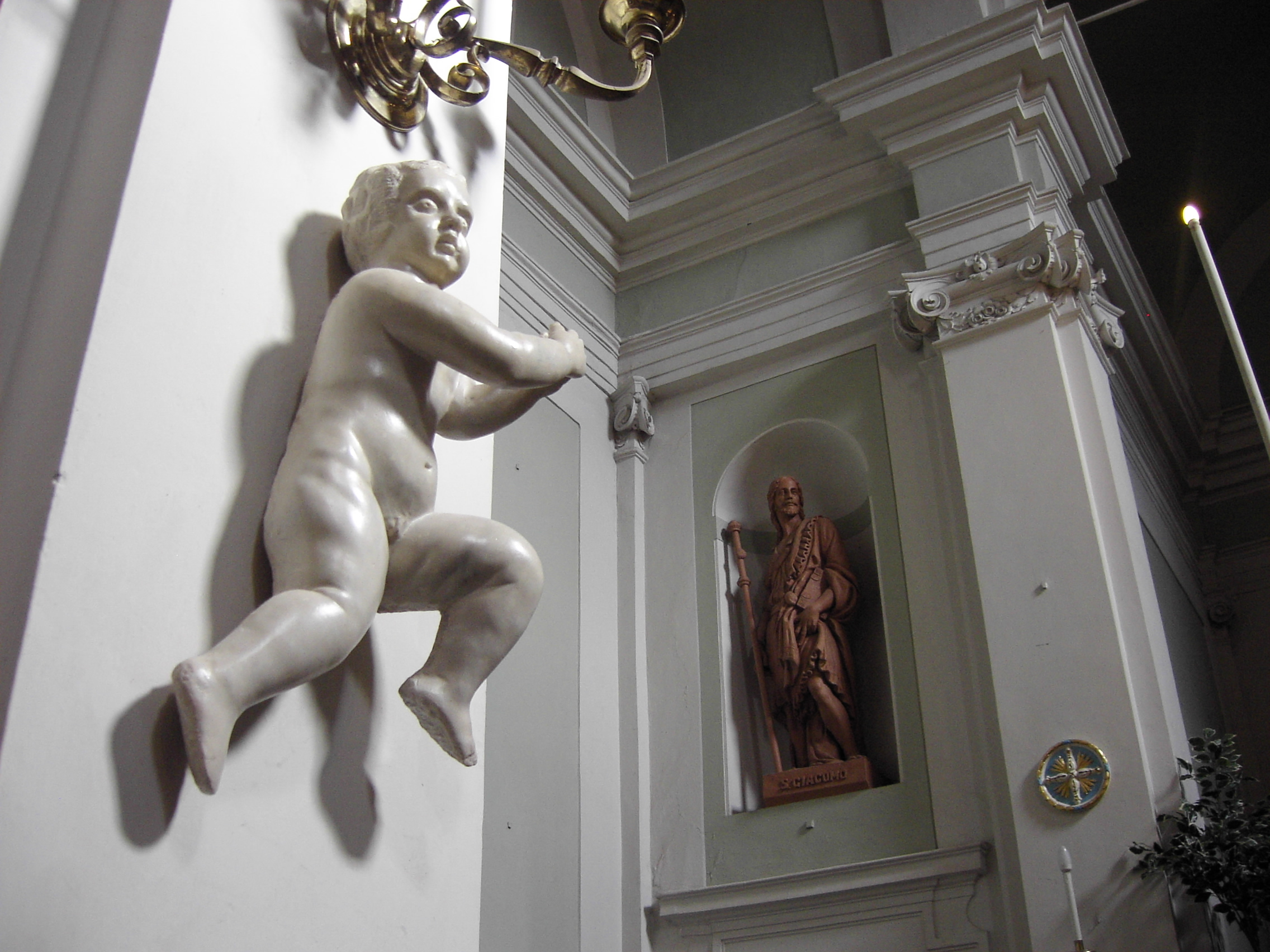
Sculpture d'un ange dans l'église.

## Crédit de traduction
- (it) Cet article est partiellement ou en totalité issu de l’article de Wikipédia en italien intitulé « Chiesa dei Santi Jacopo e Filippo (Montecatini Terme) » (voir la liste des auteurs).

- (it) Cet article est partiellement ou en totalité issu de l’article de Wikipédia en italien intitulé « Chiesa di San Pietro (Montecatini Terme) » (voir la liste des auteurs).